# Kitok
Kitok, pseudonimo di Nils Åke Magnus Ekelund (Jokkmokks församling, 18 luglio 1986), è un rapper e cantante svedese.

## Biografia
Kitok ha ottenuto il suo primo piazzamento nella Sverigetopplistan col primo album in studio Paradise Jokkmokk (2015), esordendo alla 21ª posizione della classifica. Il secondo LP, intitolato #DarkWebDetox, è uscito nella seconda metà dell'anno successivo.

## Discografia

### Album in studio
- 2015 – Paradise Jokkmokk
- 2016 – #DarkWebDetox

### Singoli
- 2015 – Halleluja (Krossa eller krossas)
- 2015 – Paradise Jokkmokk
- 2015 – Norrsken i baren
- 2018 – Stålmän
- 2023 – Paria
- 2023 – Monster
- 2023 – Födelsedag
- 2023 – 90zkid
- 2023 – Terror
- 2023 – Motor
- 2023 – Utan er
- 2023 – Godzilla
- 2023 – Chmpgn dmntr & hjrtrn
- 2023 – Femme fatale
- 2024 – Psychotivoli
- 2024 – Har du också ångest ikväll Denise? (con Lilla Wolf)
- 2024 – Midnattssol
- 2024 – Krigare (con Lilla Wolf)
- 2024 – Diamanter är för evigt (con Sheriffen Skåne e Lilla Wolf)
- 2024 – För en kort tid, för en livstid
- 2024 – Nå dig